# Équipe de Tchéquie de rugby à XV
L'équipe de Tchéquie de rugby à XV rassemble les meilleurs joueurs de rugby à XV de Tchéquie.

## Histoire
L'équipe de Tchéquie est à la 37e place au classement World Rugby du 1er août 2022.

## Palmarès
| Édition                      | Résultat      |
| ---------------------------- | ------------- |
| Coupe du monde de rugby 1987 | pas invitée   |
| Coupe du monde de rugby 1991 | pas qualifiée |
| Coupe du monde de rugby 1995 | pas qualifiée |
| Coupe du monde de rugby 1999 | pas qualifiée |
| Coupe du monde de rugby 2003 | pas qualifiée |
| Coupe du monde de rugby 2007 | pas qualifiée |
| Coupe du monde de rugby 2011 | pas qualifiée |
| Coupe du monde de rugby 2015 | pas qualifiée |
| Coupe du monde de rugby 2019 | pas qualifiée |
| Coupe du monde de rugby 2023 | pas qualifiée |

## Joueurs emblématiques
- Martin Jagr
- Jan Machacek
- Martin Kafka
- Roman Šuster
- Ladislav Vondrášek